# DN2B
De DN2B (Drum Național 2B of Nationale weg 2B) is een weg in Roemenië. Hij loopt van Spătaru via Buzău, Ianca, Brăila en Galați naar Moldavië. De weg is 152 kilometer lang.

## Europese wegen
De volgende Europese wegen lopen met de DN2B mee:
- Galați - Moldavië
- Galați - Moldavië